# Éric Péan
Éric Péan (* 10. September 1963 in Alençon) ist ein ehemaliger französischer Fußballspieler.

## Karriere
Péan, der sich als Abwehrspieler vor allem durch seine körperliche Stärke auszeichnete, wurde als Jugendspieler beim OSC Lille ausgebildet und spielte für mehrere französische Jugendnationalmannschaften, zuletzt für die U-23. Am 28. März 1981 lief er für Lille bei einer Begegnung gegen den OGC Nizza mit 17 Jahren zum ersten Mal in der höchsten französischen Liga auf. Dem folgten sporadische Einsätze, bis er sich zu Beginn der Saison 1981/82 als gerade 18-Jähriger einen Stammplatz erkämpfen konnte. Mit der Zeit wurde er zum Chef der Defensivabteilung in einer Mannschaft, die sich meist nahe der Abstiegsränge wiederfand, sich aber durchgehend in der Liga halten konnte. Er blieb unangefochten gesetzt, bis 1987 sein Vertrag auslief und er sich für einen Wechsel zum Ligarivalen Girondins Bordeaux entschied. 
Bei Bordeaux hatte er Zoran Vujović, Alain Roche und Didier Sénac als Rivalen im Kampf um die Stammplätze in der Abwehr, durfte aber selbst meist von Beginn an spielen. Für Bordeaux trat Péan, der nie den Sprung in die A-Nationalmannschaft der Franzosen schaffte, insgesamt neun Mal im europäischen Wettbewerb auf. Weil er sich bei den Südwestfranzosen aber nicht dauerhaft durchsetzen konnte und immer dem starken Druck der Konkurrenz ausgesetzt war, entschied er sich 1989 für einen Wechsel zum ebenfalls erstklassigen SM Caen. Bei Caen war er zwar gesetzt, hatte jedoch insbesondere durch Franck Dumas ebenfalls erhebliche Konkurrenz, sodass er den Verein wieder verließ und beim Erstligisten SC Toulon unterschrieb. 
1992 wechselte er zum ambitionierten Verein Olympique Lyon, der allerdings in der Saison 1992/93 erheblich abrutschte und nah an den Abstieg in die Zweitklassigkeit geriet. Auch sein Aufenthalt dort blieb nicht von Dauer, da er 1993 im Aufsteiger SCO Angers einen neuen Arbeitgeber fand. 1994 musste er den Abstieg hinnehmen und beendete zur gleichen Zeit mit 30 Jahren nach 391 Erstligapartien mit vier Toren seine Profilaufbahn. Er ging zum Drittligisten FC Tours, für den er bis 1996 auf dem Platz stand. Im selben Jahr eröffnete er in seiner Heimatstadt Alençon eine Kneipe und 2005 übernahm er in Gien die Leitung eines Hotels. Sein einziger Sohn hat mit Rudi Garcia einen früheren Teamkollegen Péans als Patenonkel.